# Catagramma peralta
Catagramma peralta är en fjärilsart som beskrevs av Dillon 1948. Catagramma peralta ingår i släktet Catagramma och familjen praktfjärilar. Inga underarter finns listade i Catalogue of Life.